# Патриот (театр)
Санкт-Петербу́ргский драмати́ческий теа́тр «Патрио́т» РОСТО — театр Санкт-Петербурга, входящий в структуру Российской оборонной спортивно-технической организации (РОСТО), аналог Центрального театра Советской Армии в Москве. Создателем театра и бессменным художественным руководителем является заслуженный работник культуры РСФСР Геннадий Егоров.
Назначение театра — патриотическое воспитание граждан России. В Энциклопедическом сборнике Российской оборонной спортивно-технической организации РОСТО (ДОСААФ) говорится о театре:
Театр «Патриот», театр «особого назначения» - это новая форма работы оборонного Общества с широкими слоями населения в решении задач духовного возрождения страны, формирования патриотического сознания граждан России,  умножения боевых и трудовых традиций народа и его Вооруженных Сил, бескорыстного служения интересам укрепления обороны и безопасности Отечества.

## История
Санкт-Петербургский драматический театр «Патриот» РОСТО был создан в соответствии с постановлением Бюро Президиума Центрального комитета ДОСААФ СССР 9 февраля 1990 года, расположился в центре Ленинграда в Доме обороны ДОСААФ, бывшем особняке графини Паниной (набережная реки Фонтанки, 7).

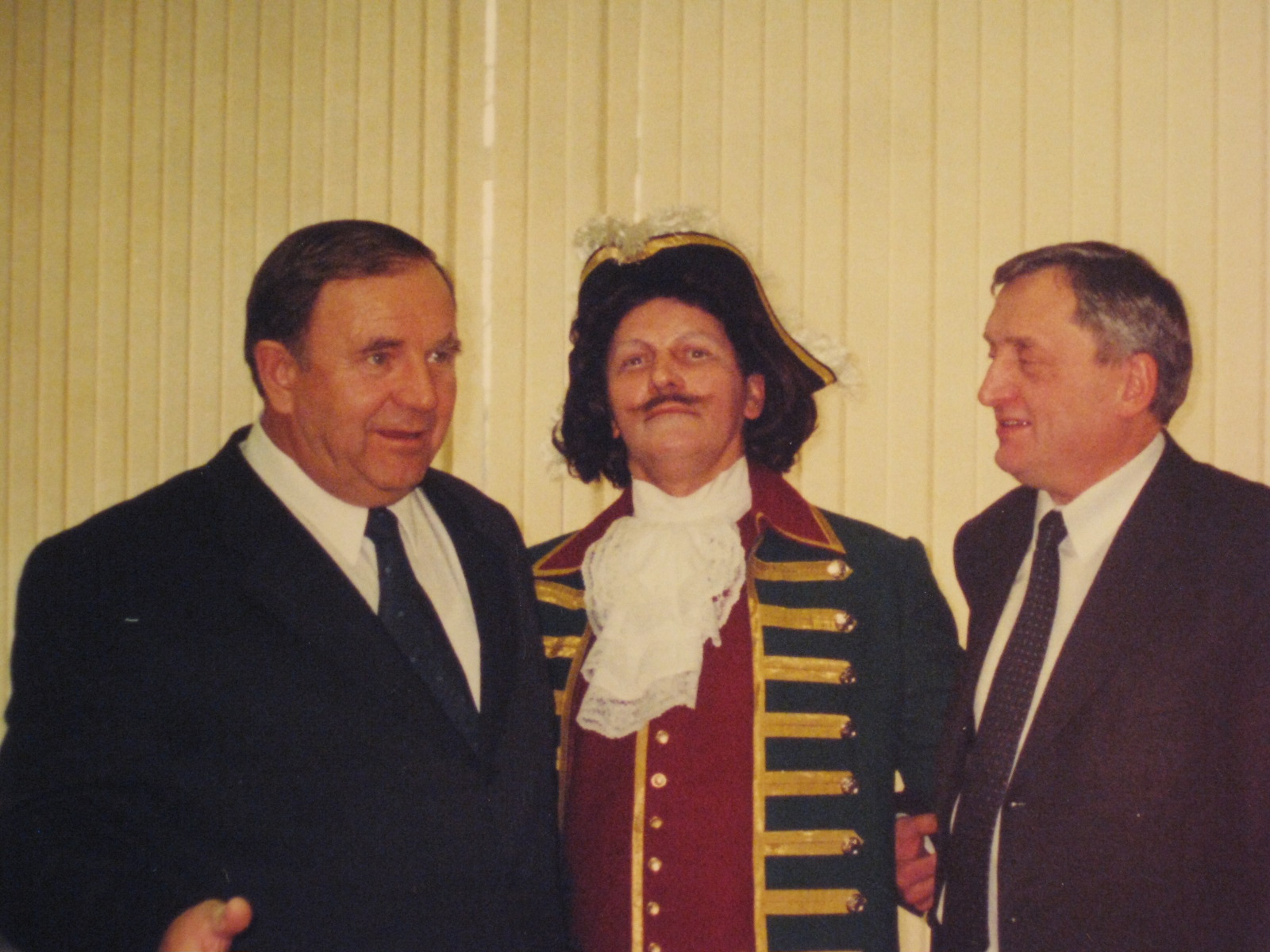
Создатели театра «Патриот» генерал-полковник Анохин А. И., художественный руководитель Егоров Г. С., генерал-майор Ирзак В. В.

За годы творческой деятельности театр осуществил 27 постановок, показал 800 спектаклей, которые посмотрело более 1 млн зрителей.
В спектаклях театра ожили образы героев, созвучных нашему времени — Дмитрия Пожарского в постановке «Послушай, брат мой, не всё решается на поле ратном», Александра Невского в спектакле «На Куликово трудный путь», Василия Тёркина из сценической версии одноимённой поэмы Александра Твардовского.
В творческом содружестве с современными драматургами коллектив театра создал и поставил пьесы: «Сказ о солдате и Бессмертном Кощее» Василия Белова, «Срок проживания окончен» Михаила Ворфоломеева, «Ванька Каин», «Гришка Распутин», «Легенда о Ментуше», «Дар Божий» Константина Скворцова, «Идеальная пара», «Дорогой подарок», «Испытание» Владимира Попова, «Сказка про Ивана-стрельца или пойди туда, не знаю куда» Инны Булышкиной.
К трехсотлетнему юбилею Санкт-Петербурга театр поставил спектакль «Смерть и Любовь. Женщины Петра Великого» по пьесе Николая Коняева. Продолжая работать над исторической темой театр поставил вторую часть дилогии Николая Коняева «Любовь и Смерть. Мужчины Екатерины Великой».
В разные годы в театре работали народная артистка России Татьяна Пилецкая, заслуженные артисты России: Татьяна Кудрявцева, Владимир Кузнецов, Нина Мазаева, Юрий Оськин, Валерий Смирнов-Рыжалов, Ия Ужова, артисты: Валентина Балабина, Сергей Барышев, Александр Белошев, Константин Бойцов, Елена Волошина, Валерий Горбунов, Николай Иусов, Алексей Лашков, Наталья Майданюк, Борис Маслов, Виталий Нечунаев, Виктор Полуэктов, Зоя Соколова, Наталья Соломина, Николай Феоктистов, Виктор Чемезов.
В мероприятиях театра участвовали народные артисты СССР Нина Мамаева и Иван Дмитриев.
Оформлением спектаклей занимались художники: заслуженный деятель искусств РСФСР Валентина Малахиева, Ольгерд Сикорский, Игорь Бородин, Ирина Кустова, Янина Решетникова, Алексей Петренко, Александр Кожухов, Татьяна Васильева.
Музыку к постановкам писали композиторы: Александр Шестаков, Алексей Захаров, Владимир Ерёмин, Илья Печковский, Владимир Орлов.
Над созданием спектаклей работали режиссёры Наталья Литвинская, Ирина Стручкова, Николай Феоктистов.
Пластический рисунок спектаклей выстраивали балетмейстеры Вячеслав Тимофеев и заслуженный работник культуры РФ Николай Козлов.
Спектакли театра вызвали большой интерес не только у зрителей, но и у средств массовой информации, которые сделали 44 теле-, радиопередачи, опубликовали в журналах и газетах 140 статей.
Театр активно проводил шефскую и благотворительную деятельность в воинских частях, госпиталях училищах, военных гарнизонах, школах-интернатах, обществах блокадников и ветеранов.
В Санкт-Петербурге театр многие годы показывал спектакли на сцене Дома обороны ДОСААФ, бывшем особняке графини Паниной. В связи с продажей администрацией города особняка графини Паниной по решению Бюро Центрального Совета РОСТО (ДОСААФ) театр переехал в здание Морской школы на проспекте КИМа, дом 22.

## Репертуар

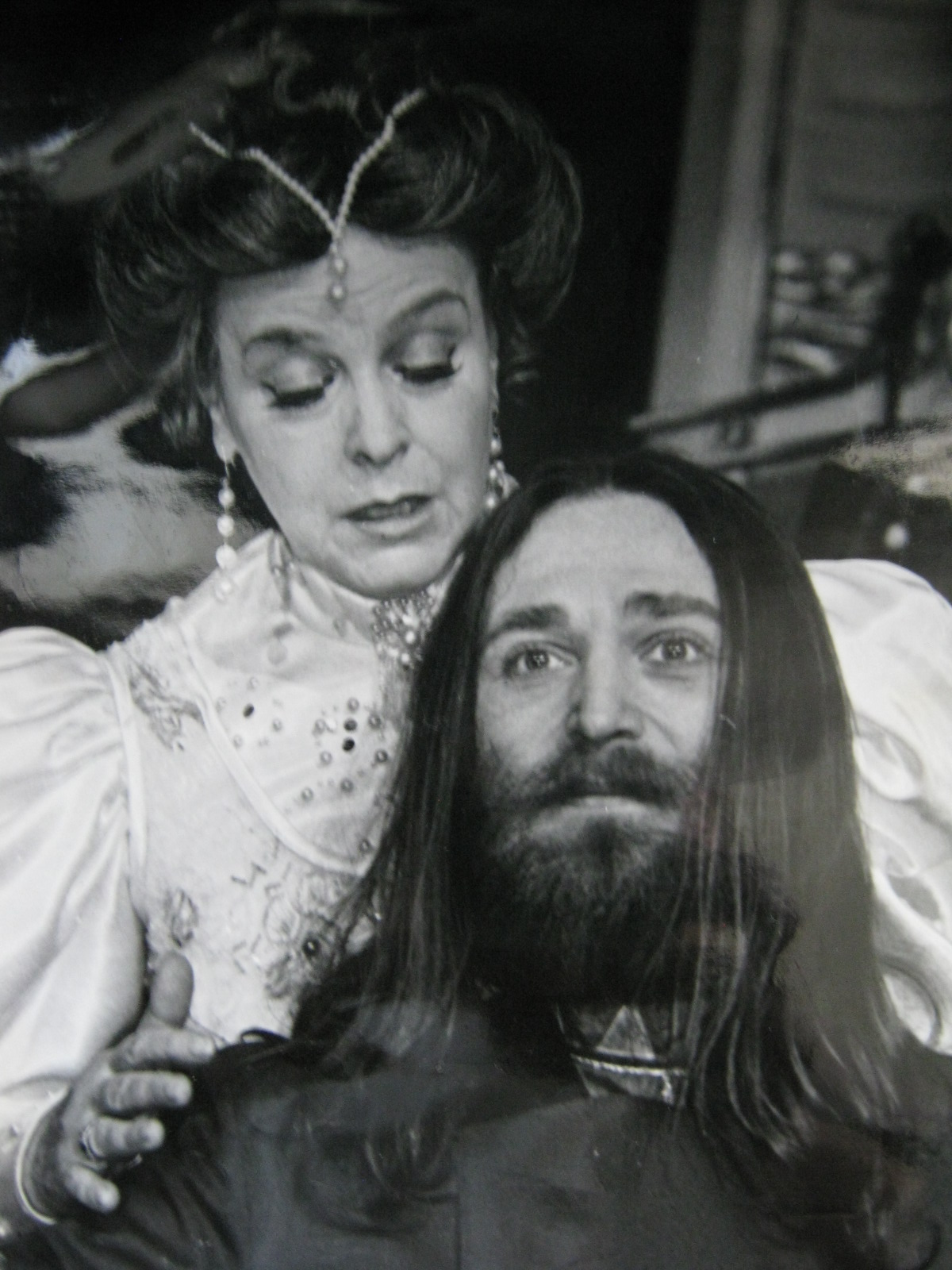
Б. Маслов в роли Распутина, Т. Пилецкая в роли Александры из спектакля «Гришка Распутин»

- 1990 — «На Куликово трудный путь»[21] Э. Скобелева, постановка Г. Егорова, художник В. Малахиева, композитор А. Захаров
- 1990 — «Сказ о солдате и Бессмертном Кощее» В. Белова[22], постановка Г. Егорова[10], режиссёр Н. Литвинская, художник А. Петренко, композитор А. Захаров, балетмейстер В. Тимофеев
- 1991 — «Ванька Каин» К. Скворцова[23], постановка Г. Егорова, режиссёр И. Стручкова, художник И. Бородин, композитор В. Ерёмин
- 1991 — «Дабы свеча рода русского не угасла» Н. Литвинской, постановка Г. Егорова, режиссёры Н. Литвинская и И. Стручкова, художник В. Малахиева
- 1992 — «Небылицы» по мотивам русских народных сказок, постановка Г. Егорова, режиссёр Н. Феоктистов[15]
- 1992 — «… И судьбы разные» спектакль-бенефис народной артистки России Татьяны Пилецкой, постановка Г. Егорова, режиссёры Н. Литвинская и И. Стручкова, художник В. Малахиева
- 1992 — «Гришка Распутин» К. Скворцова[24], постановка Г. Егорова[25], художник А. Кожухов, композитор В. Орлов, балетмейстер В. Тимофеев
- 1993 — «Первая любовь» В. Богомолова и М. Ворфоломеева, постановка Г. Егорова, художник В. Малахиева
- 1993 — «Идеальная пара» В. Попова[26] (первая версия)[27], постановка Г. Егорова, художник В. Малахиева, композитор В. Орлов, балетмейстер Н. Козлов
- 1994 — «Дорогой подарок» В. Попова[28], постановка Г. Егорова[10], художник В. Малахиева, композитор В. Орлов, балетмейстер Н. Козлов
- 1994 — «Легенда о Ментуше» К. Скворцова[29], постановка Г. Егорова[1], художник И. Кустова, композитор В. Орлов, балетмейстер В. Тимофеев

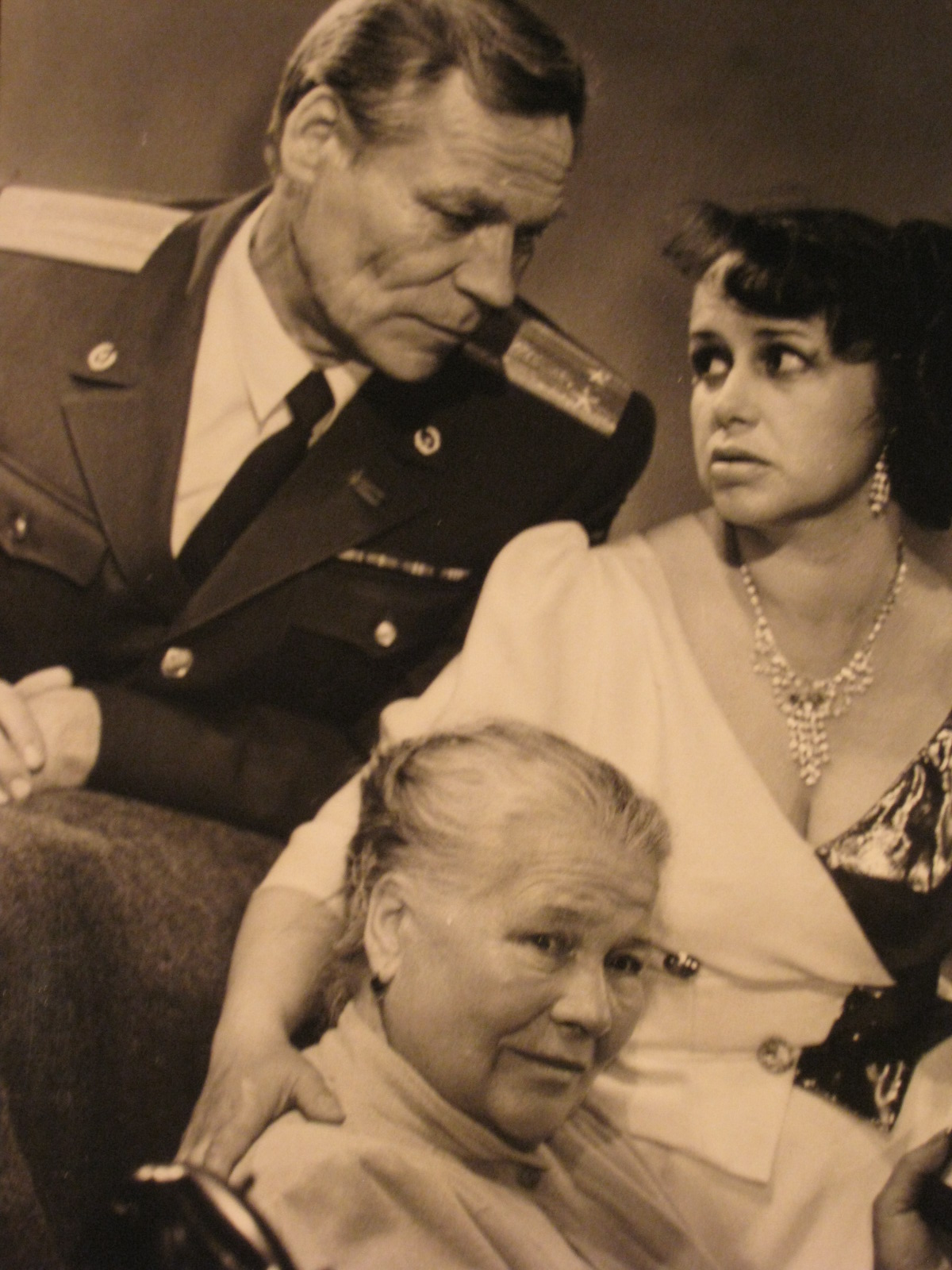
Ю. Оськин в роли Сергея Веткина, Т. Кудрявцева в роли Маши, Н. Мазаева в роли Веры Аркадьевны из спектакля «Дорогой подарок»

- 1995 — «Нам пять лет» С. Богомолова, постановка Г. Егорова, художник В. Малахиева, композитор В. Орлов, балетмейстер В. Тимофеев
- 1995 — «Срок проживания окончен» М. Ворфоломеева[30], постановка Г. Егорова[10], художник И. Кустова, композитор В. Орлов, балетмейстер Н. Козлов
- 1996 — «Идеальная пара» В. Попова[26] (вторая версия)[27], постановка Г. Егорова, художник В. Малахиева, композитор В. Орлов, балетмейстер Н. Козлов
- 1996 — «Про Хрюшу, метлу и бабу Ягу» И. Булышкиной, постановка Г. Егорова, художник В. Малахиева, композитор В. Орлов
- 1997 — «Послушай, брат мой, не всё решается на поле ратном…»[31] К. Скворцова, постановка Г. Егорова, композитор В. Орлов, балетмейстер Н. Козлов, художник В. Малахиева
- 1997 — «Сказка о рыбаке и рыбке» А. Пушкина, постановка Г. Егорова[10], художники В. Малахиева и О. Сикорский, композитор В. Орлов, балетмейстер Н. Козлов
- 1997 — «Испытание»[32] В. Попова, постановка Г. Егорова[33], художники В. Малахиева и О. Сикорский, композитор В. Орлов, балетмейстер Н. Козлов
- 1998 — «Сказка о попе и работнике его Балде» А. Пушкина, постановка Г. Егорова, композитор В. Орлов, балетмейстер Н. Козлов, художники В. Малахиева и О. Сикорский
- 1998 — «Дар Божий» К. Скворцова[34], постановка Г. Егорова[31], балетмейстер Н. Козлов, художник И. Кустова, композитор В. Орлов
- 1999 — «Сказка о золотом петушке»[15] А. Пушкина, постановка Г. Егорова, композитор В. Орлов, балетмейстер Н. Козлов, художники В. Малахиева и О. Сикорский

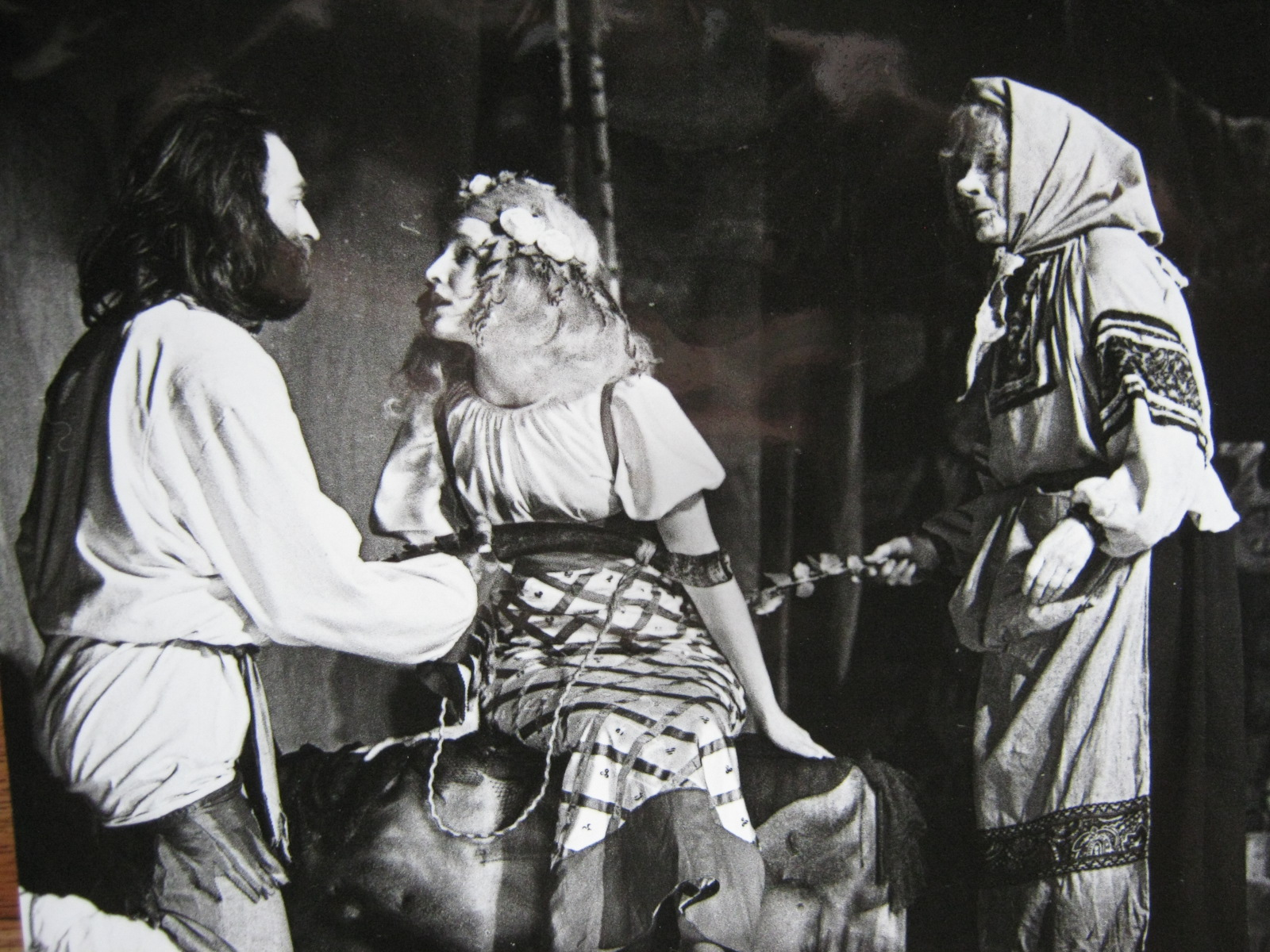
Б. Маслов в роли Лешего, М. Петрова в роли Русалки, В. Балабина в роли Бабы Яги из спектакля «Сказ о солдате и Бессмертном Кощее»

- 2000 — «Нам десять лет»[35] Н. Махнева, постановка Г. Егорова[36], композитор В. Орлов, балетмейстер Н. Козлов, художник В. Малахиева
- 2001 — «Смерть и Любовь. Женщины Петра Великого» Н. Коняева[29], постановка Г. Егорова[37], композитор А. Шестаков, балетмейстер Н. Козлов, художник Я. Решетникова[38]
- 2002 — «Сказка про Ивана-стрельца или Пойди туда, не знаю куда»[39] И. Булышкиной, постановка Г. Егорова, художник Я. Решетникова, композитор А. Шестаков, балетмейстер Н. Козлов
- 2002 — «Идеальная пара» В. Попова[26] (третья версия)[35], постановка Г. Егорова, художник В. Малахиева, композитор В. Орлов, балетмейстер Н. Козлов
- 2003 — «О, этот мир, мир РОСТО в этом мире» Т. Кудрявцевой[3], постановка Г. Егорова, композитор А. Шестаков, балетмейстер Н. Козлов, художник Г. Иванов
- 2004 — «Василий Тёркин» по А. Твардовскому[1], постановка Г. Егорова[15], балетмейстер Н. Козлов, композитор А. Шестаков, художник Т. Васильева (фильм-спектакль, DVD)
- 2005 — музыкально-поэтический гротеск «Кабаре 666» Н. Пискуновой, постановка Г. Егорова, балетмейстер Н. Козлов, композитор А. Шестаков (фильм-спектакль, DVD)

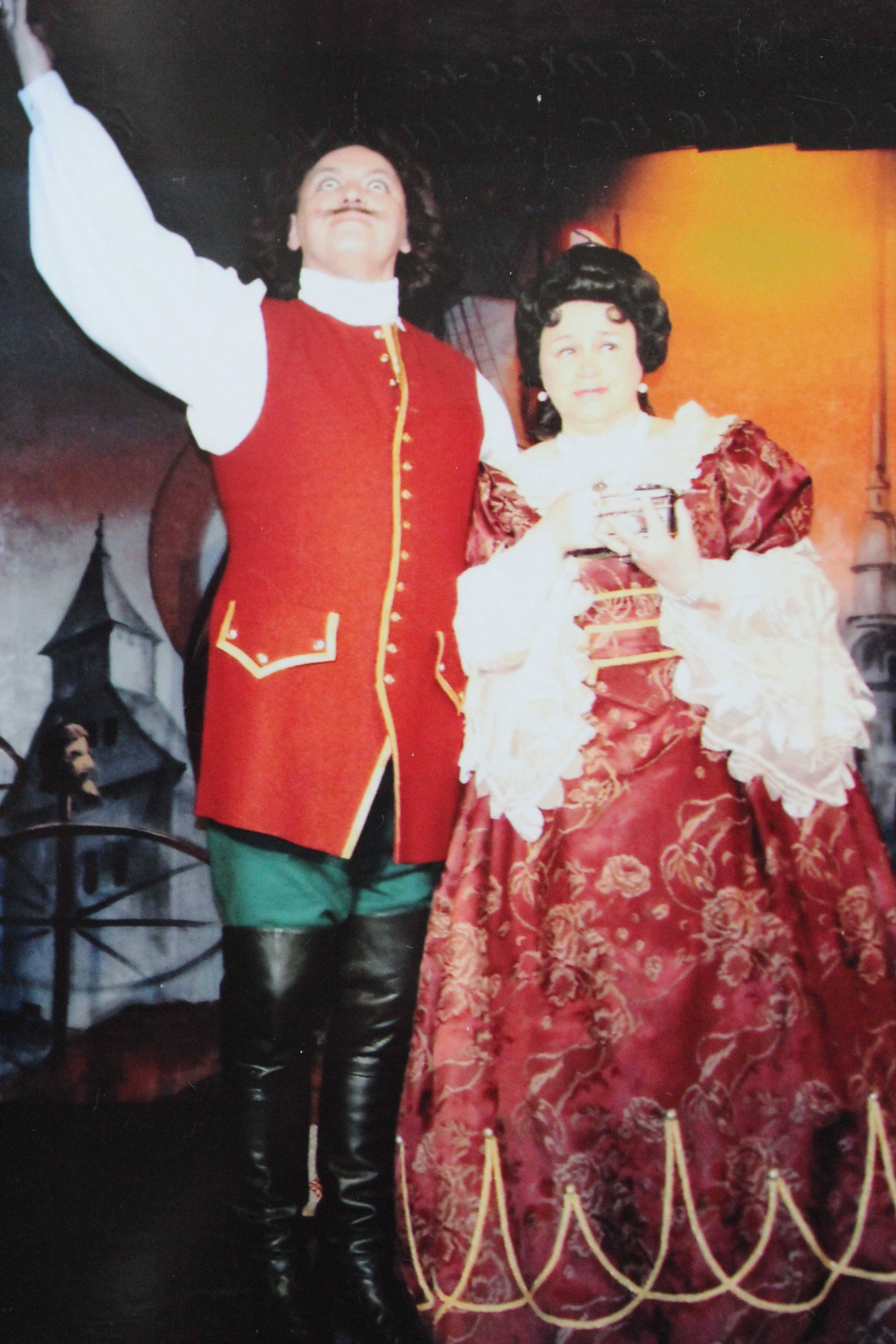
Г. Егоров в роли Петра I, Т. Кудрявцева в роли Екатерины I

- 2006 — «Любовь и Смерть. Мужчины Екатерины Великой» Н. Коняева, постановка Г. Егорова[40], художник Т. Васильева, композитор А. Шестаков, балетмейстер Н. Козлов
- 2007 — «Театр, увы, не праздная забава…» (фильм-спектакль, DVD), постановка Г. Егорова, балетмейстер Н. Козлов, художник Т. Васильева, композитор А. Шестаков
- 2008 — «Смерть и Любовь. Женщины Петра Великого» Н. Коняева[41], (фильм-спектакль, DVD), постановка Г. Егорова[37], художник Я. Решетникова, композитор А. Шестаков, балетмейстер Н. Козлов[38]
- 2009 — «Любовь и Смерть. Мужчины Екатерины Великой» Н. Коняева[14], (фильм-спектакль, DVD), постановка Г. Егорова, композитор А. Шестаков, балетмейстер Н. Козлов, художник Т. Васильева
- 2010 — «Нам 20 лет»[15] (фильм-спектакль, DVD), постановка Г. Егорова, балетмейстер Н. Козлов, художники Т. Васильева, Я. Решетникова, композиторы В. Орлов, А. Шестаков
- 2011 — «Идеальная пара» В. Попова[27] (фильм-спектакль, DVD), постановка Г. Егорова, композитор В. Орлов, балетмейстер Н. Козлов, художник В. Малахиева[26]
- 2013 — «Жизнь продолжается», автор и исполнитель Т. Кудрявцева, постановка Г. Егорова, балетмейстер Н. Козлов, художники Т. Васильева, В. Малахиева, Я. Решетникова, композиторы В. Орлов, А. Шестаков (фильм-спектакль, DVD)
- Актёры Геннадий Егоров и Татьяна Кудрявцева в образах Петра I и Екатерины I многократно принимали участие в культурных мероприятиях Москвы и Санкт-Петербурга, в том числе проводили ежегодные офицерские балы[42] и торжественные мероприятия РОСТО (ДОСААФ)[43].

Театр «Патриот» не только нёс  это гордое имя на своей вывеске, но и утверждал патриотические идеалы каждой своей новой постановкой.

## Гастроли
- В начале 1992 года поэт-драматург Константин Скворцов пригласил Санкт-Петербургский театр «Патриот» на гастроли на Урал.

— Это безумно дорого. У нас нет таких денег, — сказал художественный руководитель-директор театра Геннадий Егоров.

— У вас есть талант. Это дороже всяких денег. Самолёт я организую.

Г. Егоров принял последнюю реплику драматурга за шутку. Но уже в июне драматический театр «Патриот» гастролировал в городах Южного Урала: Златоусте, Миассе и Челябинске.

- Кроме выступлений в Санкт-Петербурге, театр «Патриот» гастролировал в Ленинградской области[2], Самаре, Уфе, Жукове, Рязани, Обнинске, Вичуге, Иваново, Новгороде, Брянске[35], Ногинске, Калуге, Тамбове, Липецке, Воронеже, Белгороде, Твери, Пскове, Москве[15][18].
- Во время гастролей театра в Москве[10] на спектакле «Гришка Распутин» одновременно присутствовали известные русские писатели: Алексеев Михаил Николаевич, Волков Олег Васильевич, Крупин Владимир Николаевич, Сорокин Валентин Васильевич, Ляпин Игорь Иванович, Бондарев Юрий Васильевич, Проскурин Пётр Лукич, Скворцов Константин Васильевич[45].

## Признание и награды
- Диплом I степени журнала «Военные знания» — главный редактор Синютин В. С. (31.03.1992);
- Благодарственное письмо главы администрации Центрального района Санкт-Петербурга — Чауса А. В. (18.01.1995);
- Благодарственное письмо главы администрации Бокситогорского района Ленинградской области — Новожилова В. И. (19.12.1995);
- Благодарность начальника гарнизона города Кронштадта — контр-адмирала Флоряка В. И. (26.03.1996);
- Благодарность главы администрации Ногинского района Московской области — Лаптева В. Н. (27.02.1996);
- Грамота начальника Михайловской артиллерийской академии — генерал-полковника Плышевского Б. А. (06.03.1996);

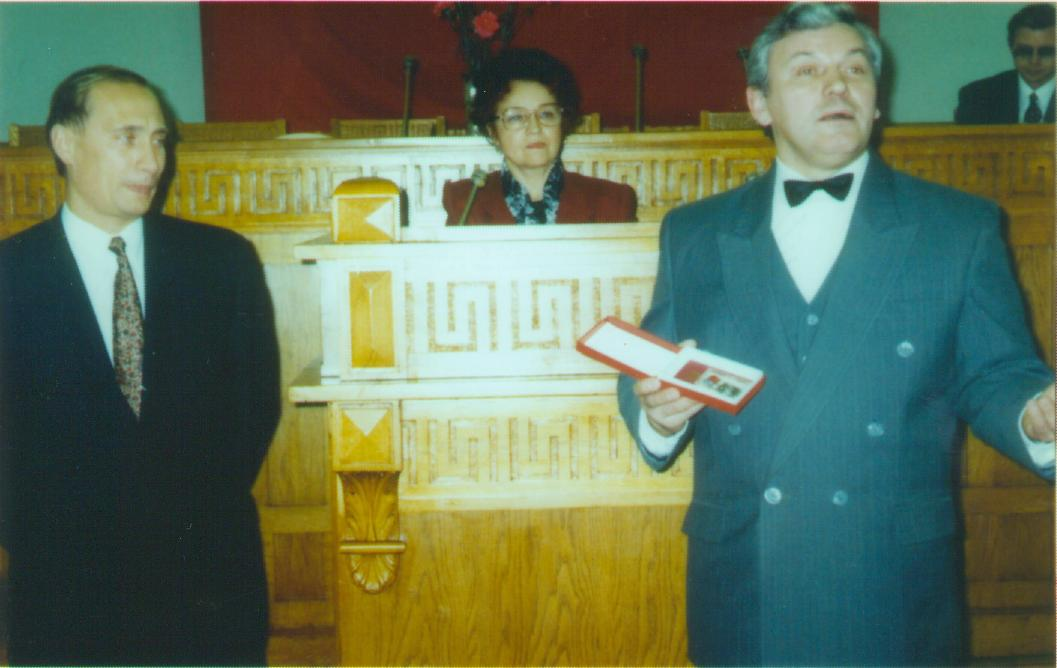
Член правительства Санкт-Петербурга Владимир Путин вручает Геннадию Егорову звание Заслуженный работник культуры РФ

- Почётная грамота командующего войсками Московского округа противовоздушной обороны — генерал-полковника Корнукова А. М.(14.02.1997);
- Благодарственное письмо председателя ЦС РОСТО (ДОСААФ) — генерал-полковника Анохина А. И. (23.01.1998);
- Правительственная телеграмма — поздравление театра с юбилеем от заместителя председателя комитета по культуре Государственной Думы РФ — Драпеко Е. Г. (11.02.2000);
- Почётная грамота губернатора Московской области — Громова Б. В. (09.04.2001);
- Почётная грамота председателя Союза писателей России — Ганичева В. Н.[13] (01.02.2002);
- Благодарность командира войсковой части 45707 — контр-адмирала Хмырова В. Л.(17.05.2002);
- Благодарственное письмо главы администрации Тамбовской области — Бетина О. И. (20.01.2003);
- Благодарность героя РФ депутата Государственной Думы РФ — Шевелёва А. В. (25.11.2007);

Главы администраций городов и районов, начальники военных академий и училищ, командиры частей и соединений вручили художественному руководителю-директору театра Геннадию Егорову более ста почетных грамот и благодарственных писем за активную работу по патриотическому воспитанию россиян.

## Видеофильм
- К двадцатилетнему юбилею театра[15] был снят видеофильм «Нам 20 лет» (DVD — 2 часа 10 минут).